# Marzec 2004

## 6 marca2004
- Krzysztof Janik, przewodniczący Klubu Parlamentarnego SLD został nowym przewodniczącym Sojuszu. Janik zastąpił na tym stanowisku dotychczasowego przewodniczącego – Leszka Millera.

## 11 marca2004
- Zamachy bombowe na pociągi w Madrycie. Ponad 200 ofiar śmiertelnych, w tym kilkoro Polaków, ponad 1600 osób rannych

## 12 marca2004
- Wprowadzono do polskiego kodeksu karnego definicję przestępstwa terrorystycznego (Dz.U. z 2004 r. nr 93, poz. 889).

## 14 marca2004
- Odbyły się wybory parlamentarne w Hiszpanii. Błędne przypisanie przez rząd Partii Ludowej odpowiedzialności ETA za zamach w Madrycie już w pierwszych godzinach po nich zostało – jak twierdzą niektórzy – wykorzystane przez partię socjalistyczną (PSOE). Jej politycy twierdzili, że rząd celowo okłamuje społeczeństwo aby zataić związek zamachów z udziałem Hiszpanii w interwencji w Iraku. Zorganizowano naprędce wiece zwolenników socjalistów, którzy domagali się ujawnienia prawdy. Nie jest jasne na ile wiece te organizowano za wiedzą i zgodą podejrzewanego o to kandydata na premiera José Loisa Zapatero.
- Wybory prezydenckie w Rosji. Na kolejną kadencję wybrany został ponownie Władimir Putin

## 15 marca2004
- Podczas konwencji opolskiego SLD Aleksandra Jakubowska złożyła rezygnację z prac w zarządzie Sojuszu w Opolu. Swoją decyzję tłumaczyła kłopotami ze zdrowiem po wypadku lotniczym i koniecznością zmian w sposobie prowadzenia partii.

## 17 marca2004
- Wicemarszałek Sejmu Janusz Wojciechowski został nowym prezesem PSL. Z funkcji prezesa zrezygnował Jarosław Kalinowski – dotychczasowy lider ludowców, który kierował partią od 1997 roku.

## 18 marca2004
- Nowym przewodniczącym Konferencji Episkopatu Polski został wybrany Józef Michalik, arcybiskup przemyski

## 26 marca2004
- Doszło do rozłamu w SLD. 26 osób – byłych działaczy SLD i UP powołało nową partię – Socjaldemokrację Polską. W tworzeniu stronnictwa uczestniczyli między innymi Marek Borowski, Bogdan Lewandowski, Izabella Sierakowska i Andrzej Celiński.
- Premier Leszek Miller w Pałacu Prezydenckim w obecności Aleksandra Kwaśniewskiego i mediów zapowiedział, że 2 maja poda się do dymisji.